# Adimantus
Adimantus is een geslacht van rechtvleugeligen uit de familie veldsprinkhanen (Acrididae). De wetenschappelijke naam van dit geslacht is voor het eerst geldig gepubliceerd in 1878 door Stål.

## Soorten
Het geslacht Adimantus omvat de volgende soorten:
- Adimantus cubiceps Gerstaecker, 1873
- Adimantus ornatissimus Burmeister, 1838